# Astia
Astia es un género de arañas araneomorfas de la familia Salticidae. Se encuentra en Australia.   

## Lista de especies
Según The World Spider Catalog 12.5::
- Astia colemani Wanless, 1988
- Astia hariola L. Koch, 1879